# 10e cérémonie des Boston Society of Film Critics Awards
La 10e cérémonie des Boston Society of Film Critics Awards, décernés par la Boston Society of Film Critics, a eu lieu en 1990, et a récompensé les films réalisés en 1989.

## Palmarès

### Meilleur film
- Crimes et Délits (Crimes and Misdemeanors)

### Meilleur réalisateur
- Woody Allen pour Crimes et Délits (Crimes and Misdemeanors)

### Meilleur acteur
- Daniel Day-Lewis pour le rôle de Christy Brown dans My Left Foot

### Meilleure actrice
- Jessica Tandy pour le rôle de Daisy Werthan dans Miss Daisy et son chauffeur (Driving Miss Daisy)

### Meilleur acteur dans un second rôle
- Danny Aiello pour le rôle de Sal dans Do the Right Thing

### Meilleure actrice dans un second rôle
- Brenda Fricker pour le rôle de Bridget Fagan Brown dans My Left Foot

### Meilleur scénario
- Crimes et Délits (Crimes and Misdemeanors) – Woody Allen

### Meilleure photographie
- Susie et les Baker Boys (The Fabulous Baker Boys) – Michael Ballhaus

### Meilleur film en langue étrangère
- Une affaire de femmes •  France

### Meilleur documentaire
- Let's Get Lost